# Lluís Barceló i Bou
Lluís Barceló i Bou (Cruïlles, 1873 - Calonge, 1951) fou historiador i bibliotecari autodidacte, va ser conservador del Museu-Biblioteca Municipal de Palamós durant molts anys.

## Trajectòria
Nascut al mas familiar dels Metges (Sant Cebrià de Lladó, municipi de Cruïlles), al cor del massís de les Gavarres, autodidacte humil i savi, desenvolupà una intensa vida cultural, alhora que no deixà de treballar en la indústria tapera. Es dedicà al coneixement i divulgació del passat de la vila i fou impulsor del Museu de Palamós Cau de la Costa Brava, des dels seus inicis com a arxiver-bibliotecari. També esdevingué pioner en la recerca arqueològica, tot descobrint diversos jaciments com el del poblat ibèric de la Punta del Castell.
Col·laborà amb l'Institut d'estudis Catalans en l'elaboració i correcció del Vocabulari del suro i de les indústries derivades.
El mes de gener de 1944, l'Ajuntament el nomenà conservador del Museu-Biblioteca Municipal de la vila. La seva obra literària va quedar impresa en el setmanari local Marinada des dels inicis d'aquesta publicació l'any 1914. Foren fruit de la seva sensibilitat els poemes amb regust bosquetà "Camperoles", "A ple aire", "Trescant pels cims", "Un drama casolà", "Retorn al poble", "Les orenetes", "Elegia del Suro Gros de Romanyà", "Mare i fill" i "Maternitat". En un altre vessant, fou autor del tractat botànic "Els bolets de les Gavarres" i del recull lexicogràfic "Del bosc i de la vinya".
Lluís Barceló i Bou, l'aleshores conservador del Museu del Cau Costa Brava de Palamós va redactar a manera de notari un quadern que constitueix un testimoni d'excepció: es tracta del seguiment que feu de la Guerra Civil Espanyola, mes a mes, on deixà constància escrita, en unes fitxes de paper, dels esdeveniments que al seu parer eren més rellevants del convuls període de 1936 a 1939 a Palamós.
Lluís Barceló Bou fou nomenat fill adoptiu de Palamós l'any 1951, poc abans de la seva mort. El seu fons personal es troba dipositat al Servei d'Arxiu Municipal de Palamós. L'actual biblioteca municipal, inaugurada el 16 de febrer de 2008, porta el seu nom.

## Publicacions
- Poemes: "Camperoles", "A ple aire", "Trescant pels cims", "Un drama casolà", "Retorn al poble", "Les orenetes", "Elegia del Suro Gros de Romanyà", "Mare i fill" i "Maternitat".
- Tractat botànic: "Els bolets de les Gavarres".
- Recull lexicogràfic: "Del bosc i de la vinya".